# Aplidium albicans
Aplidium albicans är en sjöpungsart som först beskrevs av Milne-Edwards 1841.  Aplidium albicans ingår i släktet Aplidium och familjen klumpsjöpungar. Inga underarter finns listade i Catalogue of Life.

## Bildgalleri

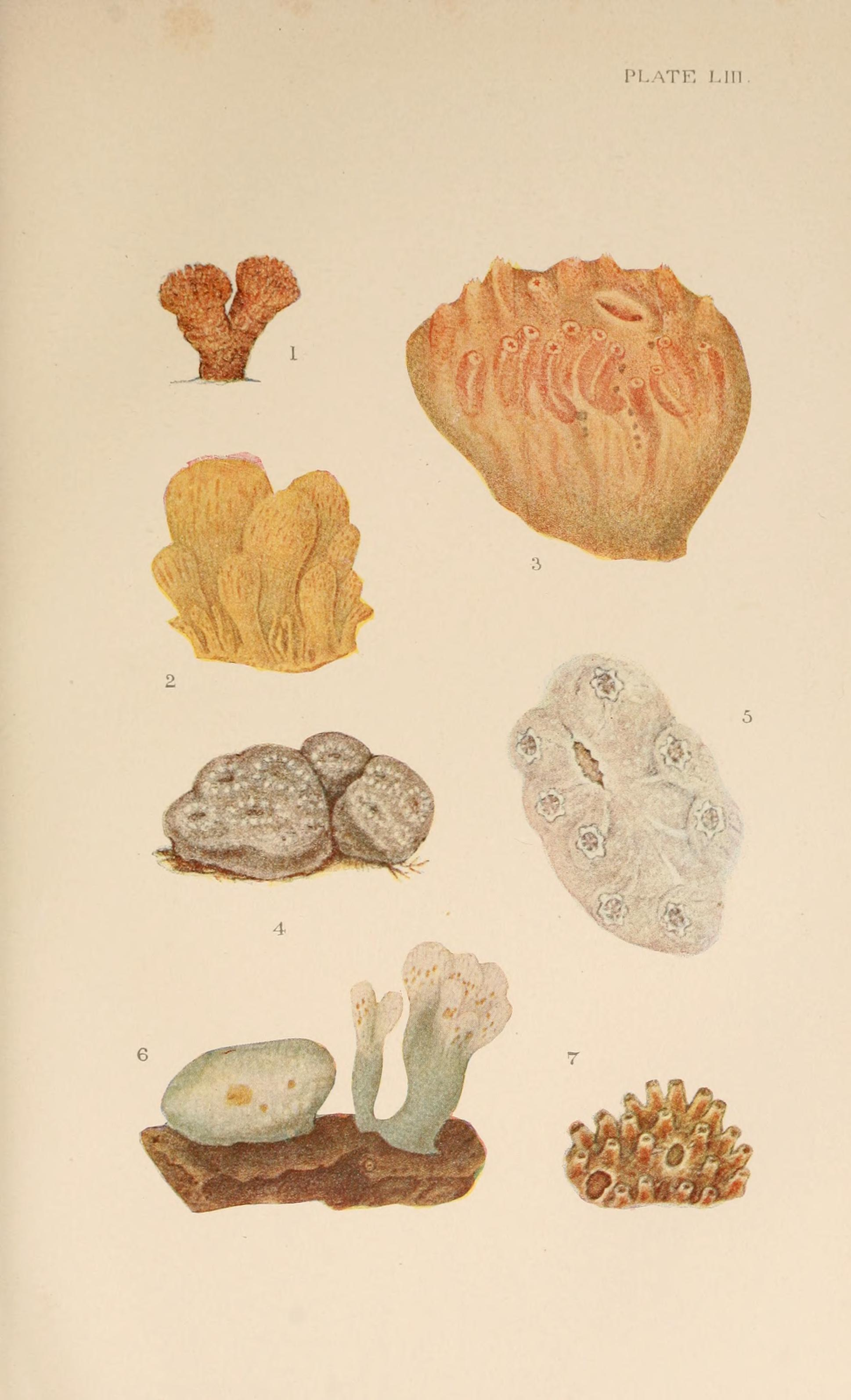
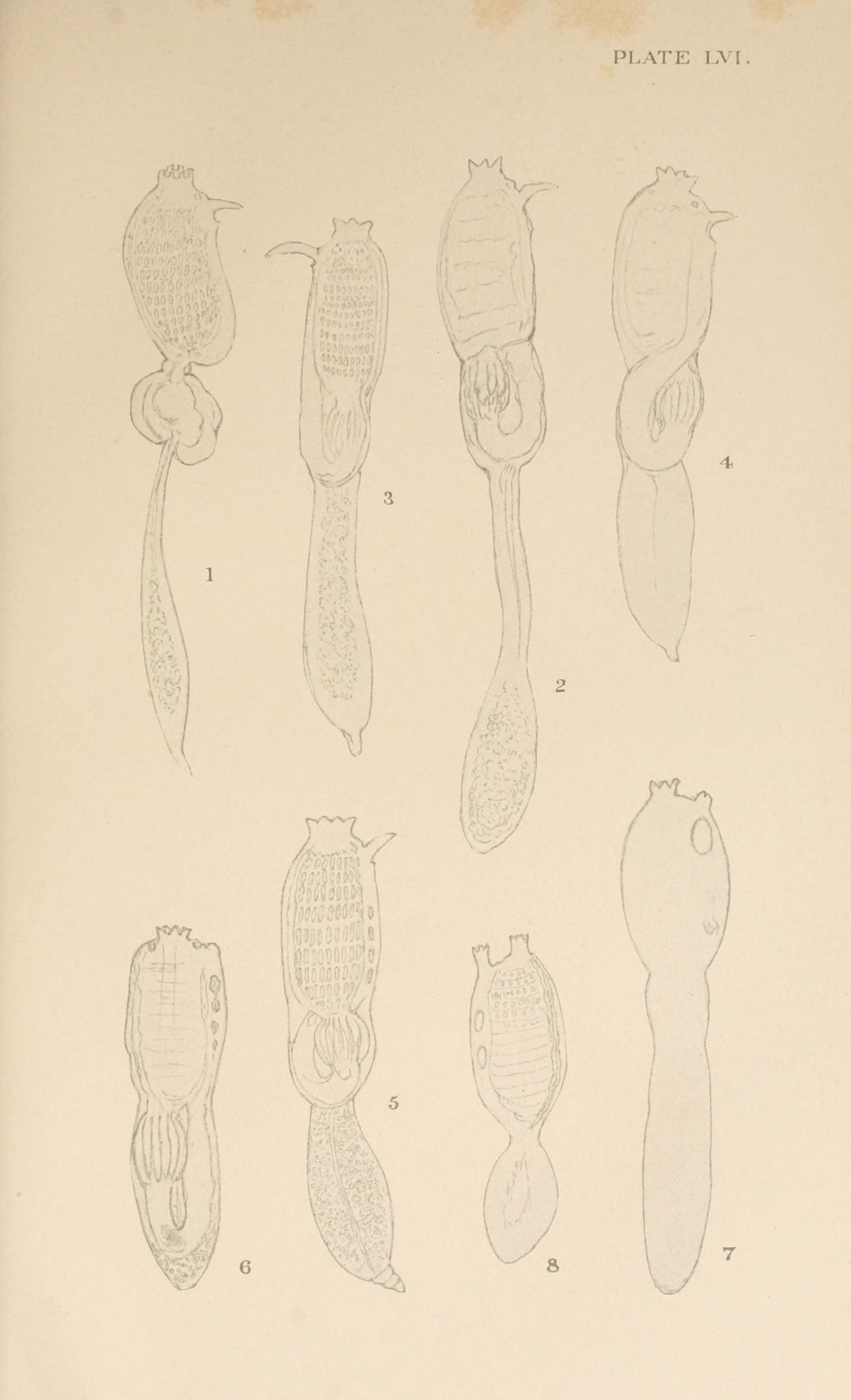